# Harald Cerny
Pour les articles homonymes, voir Cerny (homonymie).
Harald Cerny est un footballeur autrichien né le 13 septembre 1973 à Vienne, qui évoluait au poste de milieu de terrain au TSV Munich 1860 et en équipe d'Autriche.
Cerny a marqué quatre buts lors de ses quarante-sept sélections avec l'équipe d'Autriche entre 1993 et 2004.

## Carrière
- 1992-1994 : Bayern Munich  Allemagne
- 1993-1994 : Admira Wacker  Autriche
- 1994-1995 : FC Tirol Innsbruck  Autriche
- 1995-2007 : TSV Munich 1860  Allemagne

## Palmarès

### En équipe nationale
- 40 sélections et 4 buts avec l'équipe d'Autriche entre 1990 et 2002.

### Avec le Bayern Munich
- Vainqueur du Championnat d'Allemagne de football en 1994.